# Be星

高速自転により形が扁平なアケルナル

Be星（びーいーせい、Be star）（B型輝線星、Be型星）は、スペクトル中に顕著な水素の輝線を持つB型主系列星である。スペクトル型Bとスペクトル中の輝線(emission line)の頭文字eをとって、Be星と名付けられた。他の原子のイオンによる輝線も同時に存在することがあるが、通常、非常に弱い。他の観測上の特徴として、直線偏光や赤外超過と呼ばれる通常のB型主系列星よりもかなり強い赤外線の放射がある。ただし、Be星の特徴は一時的なもののため、Be星のスペクトルは通常のB型主系列星と同じように見える時もあり、逆にそれまで通常のB型主系列星であったものがBe星になることもある。
Be星のほとんどは主系列段階にあるが、前主系列星や超巨星、原始惑星状星雲のものも確認されている。これらはB[e]超巨星（sgB[e]と表記される）やハービッグAe/Be型星、コンパクト惑星状星雲B[e]、共生星B[e]、その他のカテゴリーに細分される。
Be星であることが最初に確認された恒星は、1866年にアンジェロ・セッキによって観測されたカシオペヤ座γ星であり、これはスペクトル中に輝線が観測された最初の恒星であった。20世紀初めに輝線が形成される過程が解明され、これらの線は恒星そのものではなく、周囲の環境が起源であることが明らかとなった。今日では、観測される全ての特徴が、恒星から放出されるガスの円盤で説明されている。赤外過剰と直線偏光は、円盤で恒星の光が散乱されるためであり、輝線の形成は、恒星からの紫外線がガスの円盤で再処理されるためであることが分かった。
Be星は自転速度が速いことが知られており、干渉法によるアケルナルの回転歪みの測定でも実証されている。しかし、回転だけでは円盤の形成には十分ではなく、さらに他に、磁場や非放射恒星パルス等の放出のメカニズムが必要である。Be星の特徴が一時的であるのは、この二次プロセスと関連がある可能性が高いが、詳細はまだ分かっていない。
Be星は変光星であることが多く、GCAS（カシオペヤ座γ型変光星）やBE（GCASに分類できないBe星）、BCEP（ケフェウス座β型変光星）などに分類される。